# 湿邪
湿邪是中医学上对一类外界环境致病因素的称呼，为六淫之一。湿邪属阴邪，性质重浊而黏腻，容易侵袭经络、肌肤和关节等处，也可以由表入里，逗留于脾胃、三焦及其他内脏等部位。外感湿邪多因为经常坐、卧于湿地面、气候潮湿、涉水淋雨等引起，常见的症状有身重体倦、关节酸痛、胸闷脘胀、食欲不振、舌苔厚腻，或肢体肿胀、小便不利等症。